# قهرمانی فوتسال زنان آسیا
قهرمانی فوتسال زنان آسیا مهم‌ترین رقابت ملی فوتسال زنان است که توسط کنفدراسیون فوتبال آسیا برگزار می‌شود.
اولین دوره این رقابت‌ها در سال ۲۰۱۵ و در مالزی برگزار شد. دومین دوره این مسابقات در سال ۲۰۱۸ در تایلند انجام شد.

## نتایج
تیم ملی ایران در سالهای ۲۰۱۵ و ۲۰۱۸ با غلبه بر ژاپن به قهرمانی دست پیدا کرد .

### خلاصه
|   | سال  | میزبان   | فینال   | فینال | فینال      |
|   | سال  | میزبان   | قهرمان  | نتیجه | نایب‌قهرمان |
| - | ---- | -------- | ------- | ----- | ---------- |
| ۱ | ۲۰۱۵ | · مالزی  | · ایران | ۰-۱   | · ژاپن     |
| ۲ | ۲۰۱۸ | · تایلند | · ایران | ۲-۵   | · ژاپن     |

### تیم‌های موفق
| تیم      | قهرمان         | نائب‌قهرمان     | مقام سوم        | مقام چهارم |
| -------- | -------------- | -------------- | --------------- | ---------- |
| · ایران  | ٢ (۲۰۱۵، ۲۰۱۸) |                | ۱ (۲۰۲۵)        |            |
| · ژاپن   |                | ٢ (۲۰۱۵، ۲۰۱۸) |                 |            |
| · تایلند |                |                | ٢ (۲۰۱۵، ۲۰۱۸*) |            |
| · مالزی  |                |                |                 | ١ (۲۰۱۵*)  |
| · ویتنام |                |                |                 | ۱ (۲۰۱۸)   |

- به عنوان میزبان

### آمار عمومی
تا سال ۲۰۱۸
| جایگاه | تیم       | تعداد شرکت | بازی | برد | مساوی | باخت | گل زده | گل خورده | تفاضل گل | امتیاز |
| ------ | --------- | ---------- | ---- | --- | ----- | ---- | ------ | -------- | -------- | ------ |
| ۱      | · ایران   | ۳          | ۱۰   | ۱۰  | ۰     | ۰    | ۵۸     | ۹        | +۴۹      | ۳۰     |
| ۲      | · ژاپن    | ۳          | ۱۱   | ۹   | ۰     | ۲    | ۵۵     | ۱۲       | +۴۳      | ۲۷     |
| ۳      | · تایلند  | ۳          | ۱۱   | ۶   | ۲     | ۳    | ۴۲     | ۱۱       | +۳۱      | ۲۰     |
| ۴      | · ویتنام  | ۳          | ۹    | ۴   | ۱     | ۴    | ۱۸     | ۱۶       | +۲       | ۱۳     |
| ۵      | · مالزی   | ۳          | ۸    | ۳   | ۰     | ۵    | ۲۷     | ۲۹       | -۲       | ۹      |
| ۶      | · چین     | ۳          | ۷    | ۳   | ۰     | ۴    | ۲۲     | ۲۴       | -۲       | ۹      |
| ۷      | · اندونزی | ۲          | ۴    | ۲   | ۱     | ۱    | ۱۳     | ۳        | +۱۰      | ۷      |

## کشورهای شرکت‌کننده
| تیم         | · ۲۰۱۵ | · ۲۰۱۸ | مجموع |
| ----------- | ------ | ------ | ----- |
| · بحرین     | ×      | م گ    | ۱     |
| · بنگلادش   | ×      | م گ    | ۱     |
| · چین       | م گ    | ن ن    | ۲     |
| · تایوان    | ×      | ن ن    | ۱     |
| · هنگ کنگ   | م گ    | م گ    | ۲     |
| · اندونزی   | ×      | ن ن    | ۱     |
| · ایران     | اول    | اول    | ۲     |
| · ژاپن      | دوم    | دوم    | ۲     |
| · اردن      | ••     | ×      | ۰     |
| · لبنان     | ×      | م گ    | ۱     |
| · ماکائو    | ×      | م گ    | ۱     |
| · مالزی     | چهارم  | م گ    | ۲     |
| · تایلند    | سوم    | سوم    | ۲     |
| · ترکمنستان | ×      | م گ    | ۱     |
| · ازبکستان  | م گ    | ن ن    | ۲     |
| · ویتنام    | م گ    | چهارم  | ۲     |
| مجموع       | ۸      | ۱۵     |       |

- م گ ـ مرحله گروهی
- ن ن ـ نیمه‌نهایی
- × ـ شرکت نکرده
- •• ـ انتخاب شده ولی شرکت نکرده
- • ـ انتخاب نشده
- × ـ محروم شده

## جوایز

### با ارزش‌ترین بازیکنان
| سال  | بازیکن      |
| ---- | ----------- |
| ۲۰۱۵ | فرشته کریمی |
| ۲۰۱۸ | فرشته کریمی |

### گلزنان برتر
| سال  | بازیکن                                                | تعداد گل |
| ---- | ----------------------------------------------------- | -------- |
| ۲۰۱۵ | چیکاگه کیچیبایاشی فاراهییه ریدزوان                    | ۷        |
| ۲۰۱۸ | فاطمه اعتدادی سارا شیربیگی آنا آمیشیرو ساسیچو فوتیونگ | ۹        |

## همچنین نگاه کنید
- قهرمانی فوتسال آسیا
- لیگ قهرمانان فوتسال آسیا